# 1330

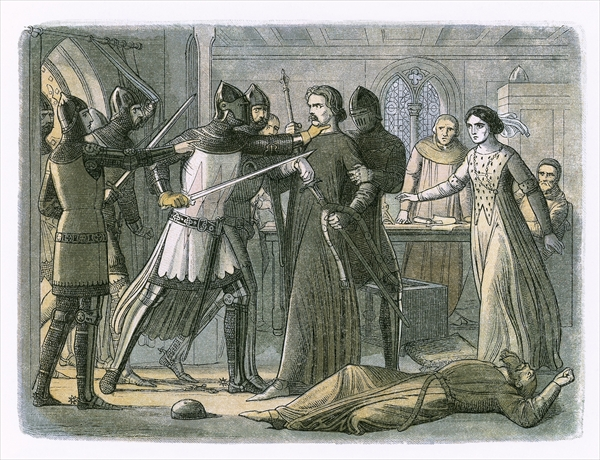
Eduard III arresteert Roger Mortimer

Het jaar 1330 is het 30e jaar in de 14e eeuw volgens de christelijke jaartelling.

## Gebeurtenissen
januari
- 11 - Hertog Jan I van Brabant verleent de stad 's-Hertogenbosch het "Privilegium Trinitatis": een nieuw uitgebreid stadsrecht.

mei
- 20 - Erfdochter Guyote van IJsselstein trouwt met Jan I van Egmond.

juli
- 16 - Boven Gelre is een totale zonsverduistering te zien.
- 25 - Nadat keizer Lodewijk de Beier teruggekeerd is naar Duitsland, kan tegenpaus Nicolaas V zich niet in Rome handhaven en treedt af.
- 28 juli - Slag bij Velbazhd: De Serviërs verslaan de Bulgaren. De Bulgaren zijn in de komende jaren niet in staat de Servische expansie in Macedonië en Thessalië tegen te houden.

augustus
- 25 - Nicolaas V onderwerpt zich aan paus Johannes XXII in Avignon. Deze schenkt hem vergiffenis, en Nicolaas leeft de rest van zijn leven in een comfortabele huisarrest.
- augustus - Slag bij Teba: Alfons XI van Castilië verslaat een leger van Granada dat het beleg van Teba probeert te breken. Teba valt in Castiliaanse handen.

november
- 9-12 november - Slag bij Posada: Basarab I verslaat Karel I van Hongarije, en bewerkstelligt de onafhankelijkheid van Walachije.

zonder datum
- Nu hij meerderjarig is, neemt Eduard III van Engeland zelf de macht in handen. Hij laat Roger Mortimer, de minnaar van zijn moeder Isabella van Frankrijk, die met haar in zijn naam het land bestuurde, arresteren en executeren. Isabella zelf wordt opgesloten in Castle Rising.
- Darmstadt ontvangt stadsrechten.
- Lodewijk de Beier sticht de Abdij van Ettal.
- Begin van de bouw van de Dom van Koningsbergen. (jaartal bij benadering)

## Kunst en literatuur
- Simone Martini: Guidoriccio da Fogliano bij het beleg van Montemassi (toekenning en datering onzeker)
- Jan van Boendale: Der leken spiegel

## Opvolging
- Baden-Hachberg - Hendrik III opgevolgd door zijn zoon Hendrik IV
- Bourgondië en Artesië - Johanna II opgevolgd door haar dochter Johanna III
- Brunswijk-Lüneburg - Otto II opgevolgd door zijn zoons Otto III en Willem
- Montfort - Yolande van Dreux opgevolgd door haar zoon Jan
- Namen - Jan I opgevolgd door zijn zoon Jan II
- Oostenrijk en Stiermarken - Frederik de Schone opgevolgd door zijn broer Albrecht II
- Sleeswijk - Waldemar V als opvolger van Gerard II van Holstein
- Trebizonde - Alexios II Megas Komnenos opgevolgd door zijn zoon Andronikos III Megas Komnenos

## Afbeeldingen

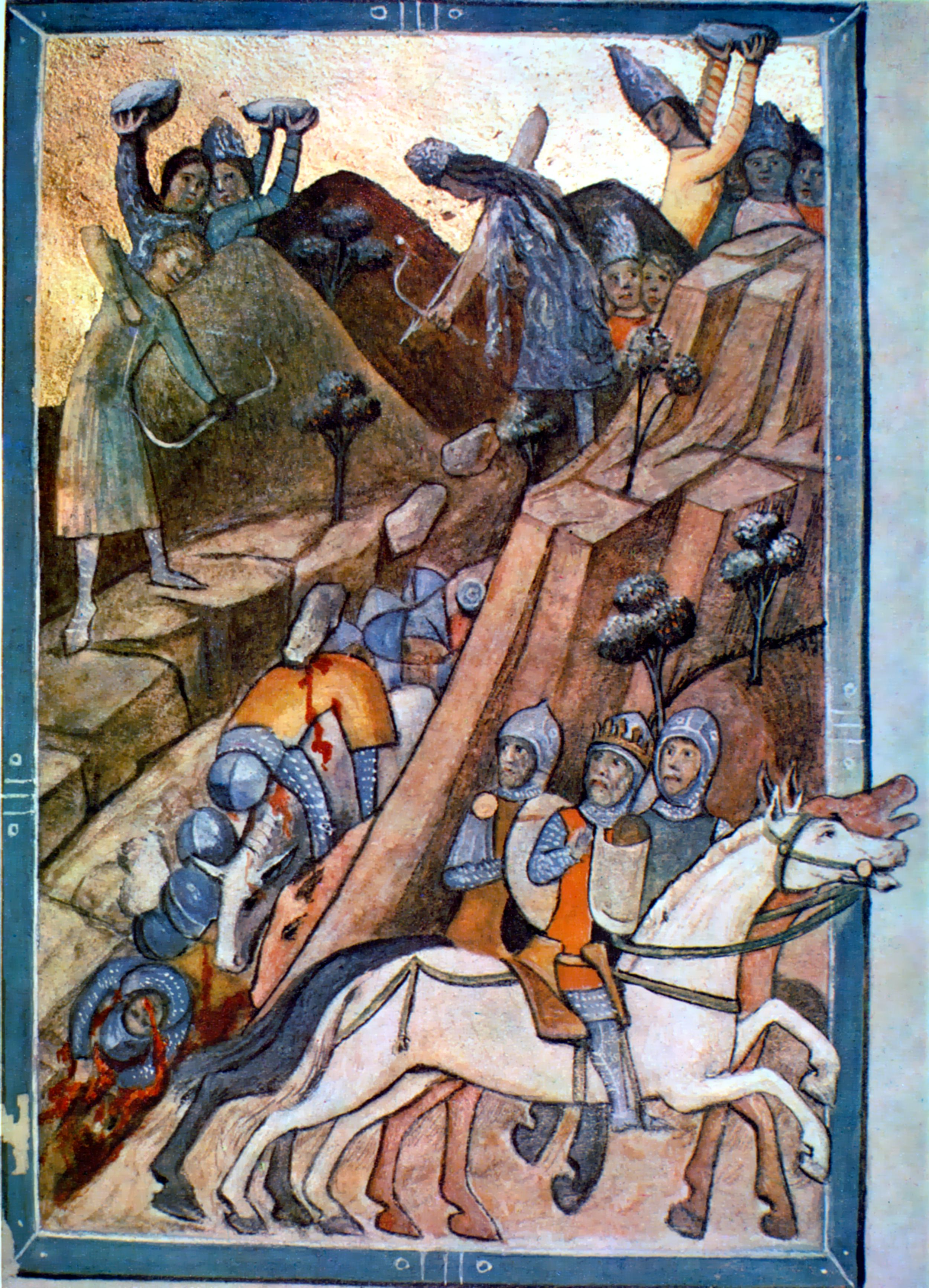
Slag bij Posada
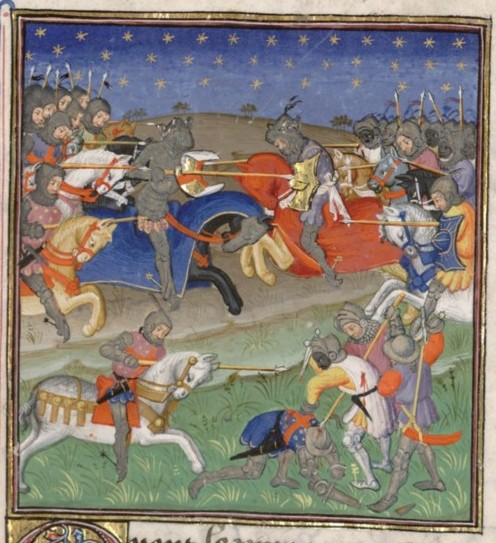
Slag bij Teba

## Geboren
- 12 mei - Willem van Beieren, hertog van Beieren-Straubing, graaf van Holland en Henegouwen
- 15 juni - Eduard van Woodstock, Engels prins
- 29 november - Lodewijk van Male, graaf van Bourgondië, Vlaanderen etc. (1346-1384)
- Bartolo di Fredi, Italiaans schilder (jaartal bij benadering)
- Francesc Eiximenis, Aragonees schrijver (jaartal bij benadering)
- Frans Ackerman, Vlaams volksleider (jaartal bij benadering)
- Giovanni Dondi dell'Orologio, Italiaans astronoom en arts (jaartal bij benadering)
- Jan van Releghem, Brabants edelman
- Maria van Évreux, echtgenote van Peter IV van Aragon (jaartal bij benadering)
- Raymundus van Capua, magister-generaal der Dominicanen (jaartal bij benadering)
- Simone dei Crocifissi, Italiaans schilder (jaartal bij benadering)
- William Langland, Engels dichter (jaartal bij benadering)

## Overleden
- 13 januari - Frederik de Schone, hertog van Oostenrijk (1308-1330) en tegenkoning van Duitsland (1314-1322)
- 21 januari - Johanna II (~38), gravin van Bourgondië
- 31 januari - Jan I, graaf van Namen
- 19 maart - Edmund van Woodstock (28), Engels prins
- 25 maart - Elisabeth van Beieren (~23), Duits edelvrouw
- 10 april - Otto II van Lüneburg (~63), hertog van Brunswijk-Lüneburg
- 12 juli - Isabella van Aragon, echtgenote van Frederik de Schone
- 25 augustus - James Douglas (~44), Schots legeraanvoerder
- 28 september - Elisabeth I van Bohemen (38), Boheems edelvrouw
- 29 november - Roger Mortimer (~43), Engels edelman
- Alexios II Megas Komnenos (~48), keizer van Trebizonde (1297-1330)
- Hendrik III van Hachberg, Duits edelman
- Werner van Orselen, grootmeester van de Duitse Orde
- Yolande van Dreux (~37), gravin van Montfort, echtgenote van Alexander III van Schotland
- Pietro Cavallini, Italiaans schilder (jaartal bij benadering)